# Испас
И́спас (укр. Іспас) — село в Вижницкой городской общине Вижницкого района Черновицкой области Украины
Население по переписи 2022 года составляло 4903 человек. Почтовый индекс — 59222. Телефонный код — 3730. Код КОАТУУ — 7320582501.

## Спасение евреев в 1941 году
Существует противоречивая история о спасении евреев в 1941 году местными жителями. Часть свидетелей утверждает, что летом 1941 года жители Испаса по призыву местного священника и сельского старосты защитили от уничтожения румынскими националистами своих односельчан-евреев (ок. 100 человек, 15 семей). Другие свидетели говорят, что местные жители грабили дома евреев, а потом выгнали их из деревни. В энциклопедии Института «Яд Вашем», утверждается, что большинство евреев Испаса было уничтожено местным населением, а уцелевших депортировали.
Этому событию посвящена песня «Испас» Нателлы Болтянской (альбом «Пастушья песня», 2009).
В память о событиях в Испасе в 2007 году был установлен памятный знак, в 2012 году был открыт памятник.

## Известные уроженцы
В Испасе родились поэт и писатель Николай Марфиевич (1898—1967) и архиерей Православной церкви Украины Герман (Семанчук) (1973).